# 土肥遠平
土肥 遠平（どひ とおひら）は、平安時代後期から鎌倉時代にかけての武将、鎌倉幕府御家人。土肥実平の嫡男。土肥小早川氏の始祖。播磨国廣野を治めた播州肥田氏の始祖、肥田伊織実道の父ともされる。

## 生涯
父に従い、相模国土肥郷（土肥郷と早川荘は同一地）を領し、小早川村に館を築いたことから後に小早川を名乗った。源頼朝方の有力豪族として治承4年（1180年）、源頼朝の挙兵に父とともに参加。その主力として戦うも石橋山の戦いで敗北。頼朝が安房国に脱出する際には使者となり、北条政子に頼朝が無事であることを知らせた。源平合戦（治承・寿永の乱）では、源義経らとともに平家追討のために西国に下る。平家滅亡後はその功により安芸国沼田荘等の地頭に任命される。平賀義信の子景平を養子に迎え、小早川景平と名乗らせて沼田荘を相続させ、相模国内には嫡男の維平を残して土肥宗家と所領を相続させた。
しかし、建保元年（1213年）に幕府内の勢力争いから和田合戦が発生。和田氏と血縁関係にあった土肥氏は維平が和田方に加わるものの敗北。維平は囚われて同年9月に処刑された。遠平はこの戦いに無関係を貫き通し、土肥郷と沼田荘を引き続き所領とした。
遠平はその前後に沼田荘に下向し、そこで人生を終えたと思われる。墓所は小早川氏歴代の墓所がある米山寺。
妻の天窓妙仏尼（寺伝では頼朝の娘）を弔うために棲真寺（広島県三原市大和町平坂）を父の実平と共に創建した。

## 参考資料
- 今井尭ほか編『日本史総覧』 3（中世 2）、児玉幸多・小西四郎・竹内理三監修、新人物往来社、1984年3月。ASIN B000J78OVQ。ISBN 4404012403。 NCID BN00172373。OCLC 11260668。全国書誌番号:84023599。
- 佐藤和彦 編『吾妻鏡事典』東京堂出版、2007年8月。ISBN 978-4-490-10723-4。 NCID BA82881536。OCLC 676064561。全国書誌番号:21288455。
- 安田元久 編『鎌倉・室町人名事典』新人物往来社、1985年11月。ISBN 4404013027。 NCID BN0016709X。全国書誌番号:86011472。
- 植垣節也『山氏神社　研究と史料』兵庫教育大学　国文学研究室　1984年9月。
- 御橋悳言『曾我物語注解 卷第一』続群書類従完成会、1986年3月。